# Господь
Господь (лат. Dominus; дав.-гр. Κύριος; івр. אֱלֹקִים) — христологічний титул біблійного походження, що вживається у текстах Нового Заповіту як стосовно Ісуса Христа, так і стосовно Бога Отця. Відображає статус Бога, як носія влади над життям і смертю, і особисто над людиною.

## Вюдаїзмі
Аналіз текстів Танаху (Старого Заповіту) показує, що цей титул вживався не тільки як Божий, а й як царський (Адонай=Кіріос). Бог називається Царем царів і Господом господ (Втор. 10:17; Пс. 136:3).
Коли у літургічних читаннях з поваги перестали вимовляти вголос Боже ім'я JHWH, його замінили на Адонай. Це поза сумнівом стало приводом з якого у молодших копіях Септуагінти (LXX), грецького перекладу єврейської Біблії, Кіріос (Господь) ужито на місці імені JHWH, як еквівалент до Адонай.

## Ухристиянстві
Титул Господь, котрим у Старому Заповіті користується сам Ягве, у Новому Заповіті надається також розп'ятому і воскреслому Христу (1 Кор. 2:8). Згадуване пророками Слово Господнє або Слово Боже, у Діяннях Апостолів та Посланнях апостола Павла стало словом Ісуса як Господа: 1 Сол. 1:8, див. також 2 Сол. 3:1, Дії 8:25, 12:24, 19:10. У розумінні апостола Павла обіцянка пророка Йоіла, котрий переповідав слова Господа про спасіння кожного, «хто кликати буде Господнє Ім'я» (Йоіл 2:32) виконалася у взиванні імені Ісуса як Господа:
|                | Божій Церкві, що в Коринті, посвяченим у Христі Ісусі, покликаним святим, зо всіма, що на всякому місті прикликають Ім'я Господа нашого Ісуса Христа, їхнього і нашого, — благодать вам і мир від Бога Отця нашого й Господа Ісуса Христа! |
| — 1 Кор. 1:2-3 | |

За вченням апостола Павла, той, хто називає Ісуса Христа Господом і вірить у серці, що Бог воскресив Його з мертвих, то ця людина є спасенна (Рим. 10:9). Але оскільки віра, що не підкріплена справами, мертва, то людина може ближче бути до Бога, якщо вивчатиме Його Слово, житиме за цими принципами, та шукатиме істину.

## В інших релігіях
Було широко вживане в багатьох язичницьких релігіях. Деякі боги носили ім'я «господь», а для деяких слово «господь» вживалося разом з ім'ям бога.
Приклад зі Старого Заповіту (Біблія) бога хананеїв, що служили богу «Ваал (Баал)». Переклад «Ваал» — «господь, господар». В темні часи ізраїльський народ повертався від Бога Ягве до Ваала.